# Lista zespołów azjatyckiej serii GP2
Lista przedstawia wszystkich zespoły uczestniczących wyścigach zaliczanych do mistrzostw azjatyckiej serii GP2.
| Kolor | Znaczenie                                                 |
| ----- | --------------------------------------------------------- |
|       | Mistrzowie azjatyckiej serii GP2 w klasyfikacji zespołów. |

| Nazwa (Dawna nazwa)                                       | Państwo                    | Sezon          | Mistrz (zespoły)    | Mistrz (kierowcy)                       | Starty | Zwycięstwa | Pole position | Najszybsze okrążenia | Punkty |
| --------------------------------------------------------- | -------------------------- | -------------- | ------------------- | --------------------------------------- | ------ | ---------- | ------------- | -------------------- | ------ |
| Arden International (Trust Team Arden) (Arden Motorsport) | Wielka Brytania · Holandia | 2008-2011      | 0                   | 0                                       | 62     | 3          | 2             | 2                    | 106    |
| Barwa Addax Team                                          | Hiszpania                  | 2009/2010-2011 | 0                   | 0                                       | 24     | 3          | 0             | 1                    | 77     |
| Campos Racing (Barwa International Campos Team)           | Hiszpania                  | 2008-2008/2009 | 0                   | 0                                       | 42     | 4          | 1             | 1                    | 94     |
| Carlin                                                    | Wielka Brytania            | 2011           | 0                   | 0                                       | 8      | 0          | 0             | 0                    | 0      |
| DAMS                                                      | Francja                    | 2008-2011      | 2 (2008/2009, 2011) | 2 (2008/2009: Kobayashi 2011: Grosjean} | 65     | 6          | 5             | 8                    | 163    |
| David Price Racing                                        | Wielka Brytania            | 2008-2009/2010 | 0                   | 0                                       | 58     | 1          | 0             | 1                    | 44     |
| Durango                                                   | Włochy                     | 2008-2008/2009 | 0                   | 0                                       | 42     | 1          | 0             | 1                    | 53     |
| iSport International (GFH Team iSport)                    | Wielka Brytania            | 2008-2011      | 1 (2009/2010)       | 1 (2009/2010: Valsecchi}                | 66     | 4          | 1             | 7                    | 75     |
| Lotus ART (ART Grand Prix)                                | Francja                    | 2008-2011      | 1 (2008)            | 1 (2008: Grosjean}                      | 63     | 6          | 7             | 8                    | 150    |
| Ocean Racing Technology (BCN Competición)                 | Portugalia · Hiszpania     | 2008-2011      | 0                   | 0                                       | 65     | 1          | 1             | 0                    | 30     |
| Qi-Meritus Mahara                                         | Malezja                    | 2008-2009/2010 | 0                   | 0                                       | 58     | 1          | 1             | 2                    | 67     |
| Racing Engineering                                        | Hiszpania                  | 2011           | 0                   | 0                                       | 8      | 1          | 0             | 0                    | 8      |
| Rapax (Piquet GP) (Piquet Sports)                         | Włochy · Brazylia          | 2008-2011      | 0                   | 0                                       | 66     | 4          | 1             | 0                    | 68     |
| Scuderia Coloni (Fisichella Motor Sport International)    | Włochy                     | 2008-2011      | 0                   | 0                                       | 66     | 2          | 0             | 0                    | 40     |
| Super Nova Racing                                         | Wielka Brytania            | 2008-2011      | 0                   | 0                                       | 66     | 1          | 0             | 3                    | 58     |
| Team Air Asia                                             | Malezja                    | 2011           | 0                   | 0                                       | 8      | 0          | 0             | 0                    | 9      |
| Trident Racing                                            | Włochy                     | 2008-2011      | 0                   | 0                                       | 66     | 1          | 0             | 0                    | 30     |